# La Couleur de l'air
 (décembre 2016).
Si vous disposez d'ouvrages ou d'articles de référence ou si vous connaissez des sites web de qualité traitant du thème abordé ici, merci de compléter l'article en donnant les références utiles à sa vérifiabilité et en les liant à la section « Notes et références ».
La Couleur de l'air est une bande dessinée française sortie en octobre 2014, écrite et dessinée par Enki Bilal. C'est le 3e volume de la trilogie du Coup de sang, après Animal’z et Julia & Roem.

## Synopsis
À la suite du « coup de sang », phénomène qui s'apparente à un dérèglement climatique brutal, la Terre va être complètement dévastée.
Des groupes de survivants vont alors vivre de nombreuses péripéties que la Nature seule peut contrôler. Nous allons suivre les aventures de trois de ces groupes : le groupe terrestre composé de Lawrence, Julia et Roem, le groupe aquatique avec Bacon, Kim et leur dauphin et le groupe de l'air, prit dans un zeppelin : un dirigeable appelé Garbage.